# Prytaneutis clavigera
Prytaneutis clavigera är en fjärilsart som beskrevs av Edward Meyrick 1911.
Prytaneutis clavigera ingår i släktet Prytaneutis och familjen rullvingemalar. Inga underarter finns listade i Catalogue of Life.